# Шаповалов Анатолій Вікторович
Шаповалов Анатолій Вікторович — старший солдат підрозділу Національної гвардії України, учасник російсько-української війни, який загинув у ході російського вторгнення в Україну в 2022 році.

## Життєпис
Народився 27 липня 1984 року в місті Шостці на Сумщині. Після закінчення 9-ти класів загальноосвітньої школи № 7 навчався у професійно–технічному училищі № 10. Потім працював у ремонтно–механічному цеху № 27 на ВО «Свема», згодом електриком в ЖКГ. 
З початком війни на сході Україні в 2014 році ніс військову службу в складі 2-го полку охорони особливо важливих державних об'єктів Національної гвардії України у м. Шостці. З початком російського вторгнення в Україну перебував на передовій. 
Загинув 11 березня 2022 року. Чин прощання із загиблим відбувся 16 березня 2022 року, на Садовому бульварі Шостки біля Центру культури і дозвілля разом із загиблими Сергієм Литвяком та Володимиром Реком. Поховали загиблих на «Алеї героїв», яка знаходиться на кладовищі у Садовому мікрорайоні міста Шостки.

## Родина
У загиблого залишилися дружина та двоє дітей.

## Нагороди
- орден «За мужність» III ступеня (2022, посмертно) — за особисту мужність і самовіддані дії, виявлені у захисті державного суверенітету та територіальної цілісності України, вірність військовій присязі.